# Малый Тебис
Малый Тебис (тат. Чуртанкүл) — посёлок в Чановском районе Новосибирской области. Входит в состав Красносельского сельсовета.

## География
Площадь посёлка — 36 гектаров.

## Население
| 2002 | 2007 | 2010 |
| ---- | ---- | ---- |
| 318  | ↗334 | ↘315 |

## Инфраструктура
В посёлке по данным на 2007 год функционируют 1 учреждение здравоохранения и 1 учреждение образования.